# Émotion (zoologie)

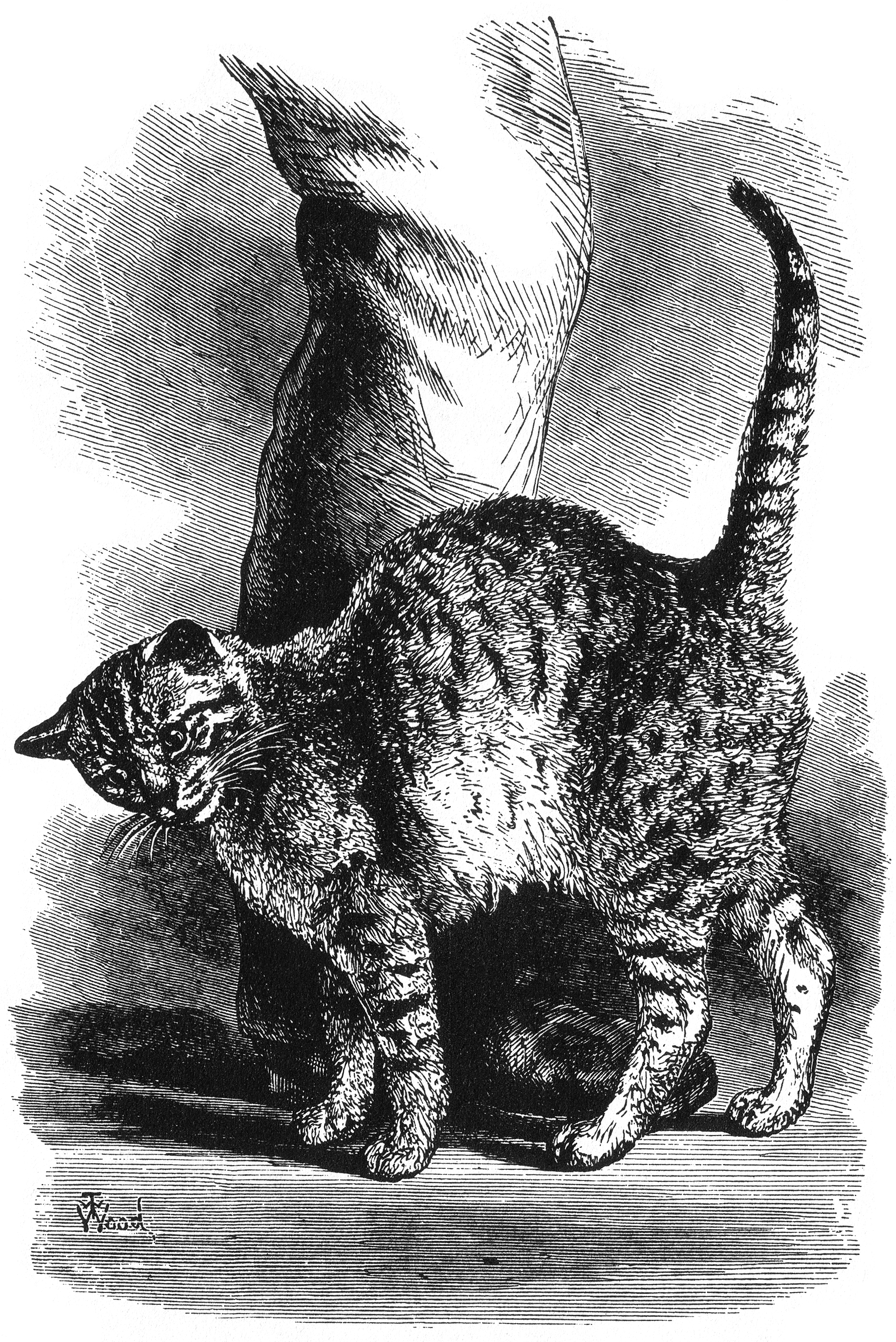
Un dessin d'un chat par T. W. Wood dans le livre de Charles Darwin, The Expression of the Emotions in Man and Animals, décrit comme agissant «dans un état d'esprit affectueux»

Pour un article plus général, voir Émotion.
L'émotion en zoologie désigne les sentiments et émotions subjectifs éprouvés par des animaux non humains. Les émotions peuvent être décrites comme des états conscients, subjectifs caractérisés premièrement par les expressions psychophysiologiques, les réactions biologiques, et les états mentaux.
Charles Darwin fut l'un des premiers scientifique à écrire à propos de l'existence et de la nature des émotions chez les animaux non humains.  Son approche observationnelle, et parfois anecdotique, s'est développée en une approche plus robuste, hypothétique et scientifique. Les hypothèses générales proclament que les animaux peuvent aussi ressentir des émotions et que les émotions humaines découlent des mêmes mécanismes. Plusieurs tests, comme les tests cognitifs biaisés et les modèles d'impuissance apprise, ont été développés. Les biais cognitifs (sentiments d'optimisme ou de pessimisme) ont été montrés dans une large gamme de spécimens comprenant des rats, des chiens, des chats, des macaques Rhésus, des moutons, des poules, des cochons des étourneaux et des abeilles,,.
Certains spécialistes du comportement proclament que les modèles de stimulus-réponse fournissent une explication suffisante pour les comportements animaux ayant été décrits comme émotionnels, et qu'il n'est pas nécessaire de postuler que les animaux sont conscients. D'autres spécialistes du comportement s'interrogent davantage sur le fait que les animaux ressentent des émotions, car les émotions ne sont pas universelles y compris chez les humains, les interprétations du comportement animal sont anthropomorphiques, et les définitions des émotions manquent de solidité.